# La Haye-Aubrée
La Haye-Aubrée is een gemeente in het Franse departement Eure (regio Normandië) en telt 406 inwoners (1999). De plaats maakt deel uit van het arrondissement Bernay.

## Geografie
De oppervlakte van La Haye-Aubrée bedraagt 7,5 km², de bevolkingsdichtheid is 54,1 inwoners per km².
De onderstaande kaart toont de ligging van La Haye-Aubrée met de belangrijkste infrastructuur en aangrenzende gemeenten.

## Demografie
Onderstaande figuur toont het verloop van het inwonertal (bron: INSEE-tellingen).